# كيفن كريستي
كيفن كريستي (بالإنجليزية: Kevin Christie)‏ (1 أبريل 1976 بأبردين في المملكة المتحدة - ) هو لاعب كرة قدم بريطاني في مركز الدفاع. لعب مع نادي أبردين ونادي فالكيرك ونادي ماذرويل ونادي إيست فيف وأردريونيانز.

## وصلات خارجية
- كيفن كريستي على موقع Soccerbase.com (لاعب) (الإنجليزية)